# Matti Rantanen (Rallyefahrer)

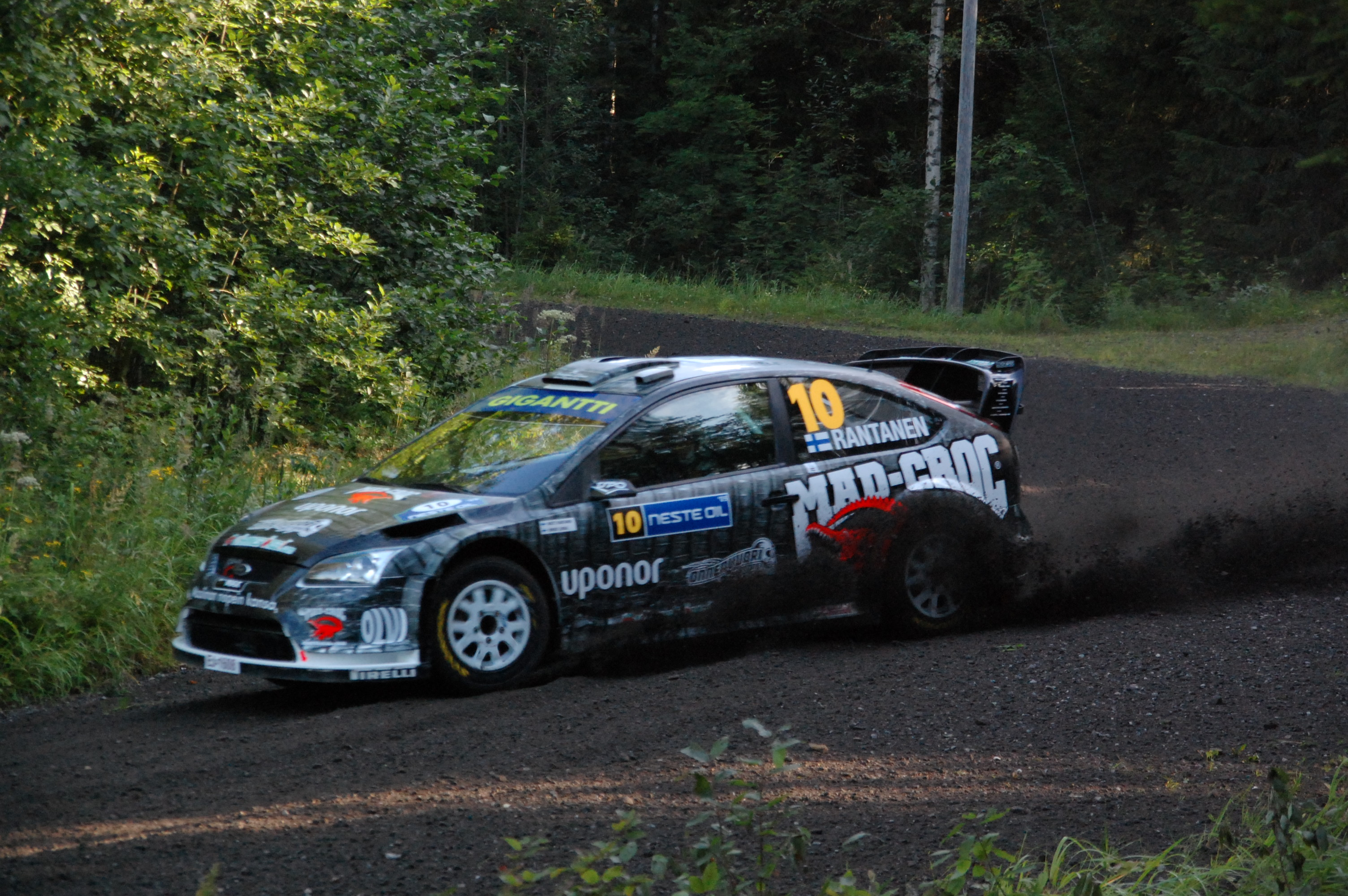
Matti Rantanen bei der Rally Finnland 2009

Matti Rantanen (* 13. Februar 1981 in Lammi) ist ein finnischer Rallyefahrer.
Er nahm erstmals bei der Rallye Finnland 2009 an der Rallye-Weltmeisterschaft (WRC) teil. 2009 fuhr er einen frontgetriebenen Renault Clio in der Englischen Rallye-Meisterschaft.

## WRC-Teams
- 2005–2006 Honda (FRC)
- 2007 Mitsubishi (FRC)
- 2008–2010 Ford (WRC)

## Erfolge
- 2006 Platz 1 Finnische Rallye-Meisterschaft
- 2006 Platz 1 Finnische Rallye-Meisterschaft Gruppe N